# Усть-Тискос
Усть-Тискос — посёлок при железнодорожной станции Усть-Тискос Горнозаводского района Пермского края России.
Посёлок не входит в состав городских или сельских поселений, находится на межселенной территории района.

## География
Посёлок Усть-Тискос расположен в гористой, таёжной местности Среднего Урала среди покрытых лесом горных вершин и увалов со скалистыми выходами на вершинах и склонах. Посёлок находится на крайнем востоке Пермского края, в нескольких километрах к западу от Срединного Уральского хребта и условной границы Европы и Азии. Через посёлок Усть-Тискос течёт река Тискос, в 2 км к западу от посёлка впадающая в реку Койву.
Соседние населённые пункты: посёлки Хребет-Уральский, Европейская и большой ПГТ Тёплая Гора.

## История
Посёлок был основан при строительстве Горнозаводской железной дороги в 1878 году как перевалочный и сортировочный пункт при железнодорожной станции. Посёлок строили в XIX веке войска Российской Империи для добычи леса. Здесь были построены казармы, которые впоследствии заняты красноармейцами. Некоторое время в посёлке работал лесопильный завод.
С 12 декабря 1947 года при станции Усть-Тискос был создан лесозаготовительный участок № 3-23 управления оборонного строительства сухопутных войск МО СССР. В 1950 года ЛЗУ № 3 переименовали в 48 отдельный военно-строительный батальон в/ч 15615 Управления спецстроительства МО СССР.
В 1956 году на основании Директивы Генерального штаба сухопутных войск МО СССР 48 отдельный военно-строительный батальон был расформирован и сформирован 116 военно-строительный отряд. В декабре 1957 года на базе расформированного 066 окружного лесозаготовительного участка Приволжско-Уральского военного округа на станции Усть-Тискос создаётся 66 леспромкомбинат Главного Управления Аэродромного строительства МО СССР. В апреле 1960 г. с присоединением 737 ЛЗУ штаб 66 Леспромкомбината перемещён со станции Усть-Тискос на станцию Баранчинскую (ПГТ Баранчинский) Свердловской области, где находится до настоящего времени. В 1980—1990 годы объёмы производства лесоматериалов были значительными. Все отходы производства перерабатывались и отправлялись: опилки на птицефабрики, дрова — населению и по нарядам министерства обороны в Сибирь и на Дальний Восток. В 1990 — начале 2000-х годов из-за смены политики железной дороги и повышения тарифов на перевозку производство и перевозка леса стали невыгодными и лесозаготовительный участок закрыли.
В 2009 году в окрестности посёлка Усть-Тискос, в 1 км к северу от железнодорожной станции, местный житель Владимир Иванов нашёл месторождение кварца.

## Население
| 2010 |
| ---- |
| 13   |

## Транспорт

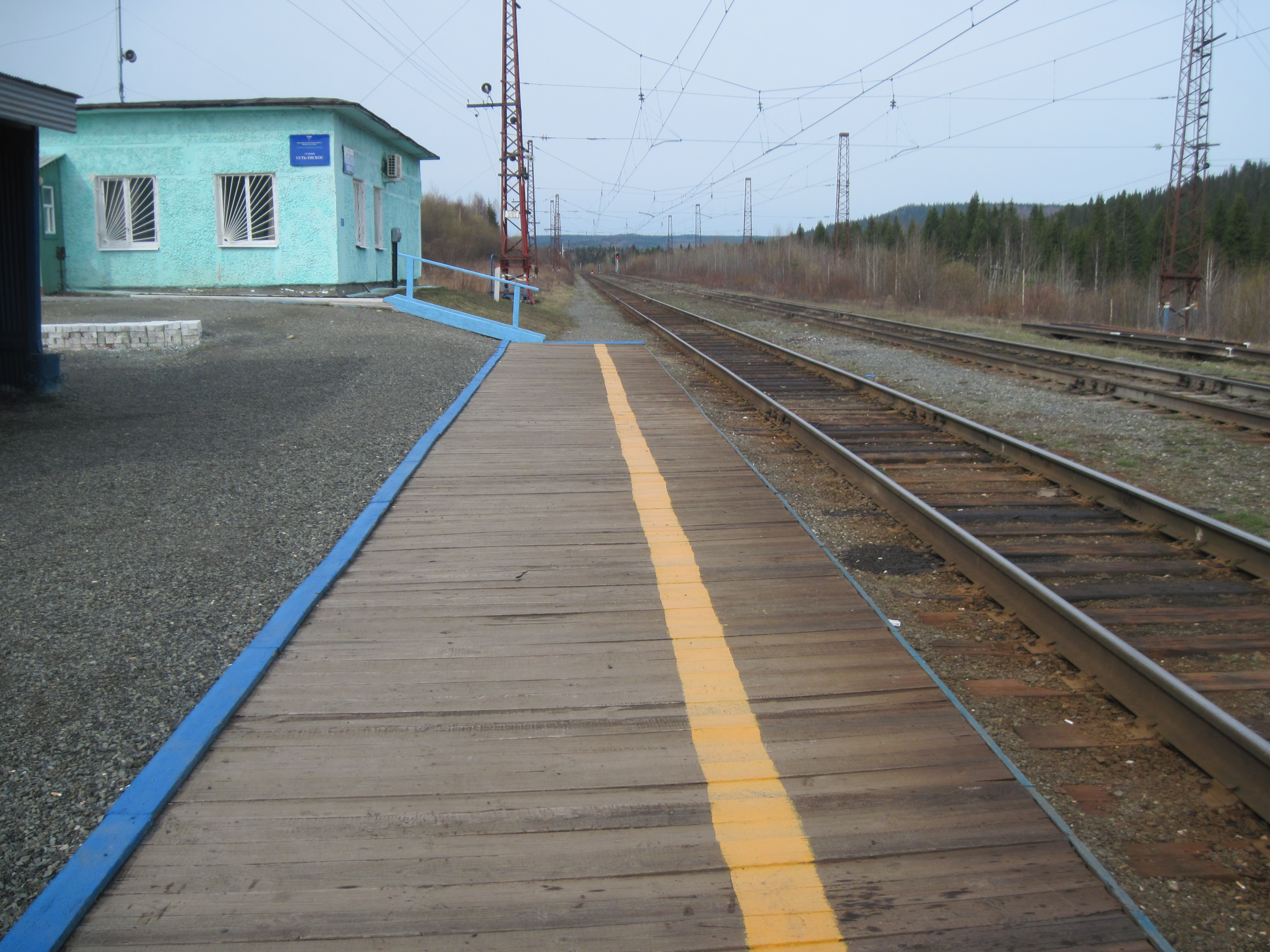
Станция Усть-Тискос

Добраться до посёлка можно только на железнодорожном транспорте. Железнодорожная ветка Горнозаводской железной дороги разделяет посёлок на две части. В центральной части посёлка находится железнодорожная станция Усть-Тискос — единственный объект инфраструктуры населённого пункта. В посёлке останавливается электричка Чусовская — Нижний Тагил.